# Вілья-Хесель (округ)
Округ Вілья-Хесель (ісп. Villa Gesell) — адміністративно-територіальна одиниця 2-ого рівня у провінції Буенос-Айрес в центральній Аргентині. Адміністративний центр округу — Вілья-Хесель.
Населення округу становить 31730 осіб (2010). Площа — 285 кв. км.

## Історія
Округ заснований у 1978 році.

## Населення
У 2010 році населення становило 31730 осіб. З них чоловіків — 15920, жінок — 15810.

## Політика
Округ належить до 5-ого виборчого сектору провінції Буенос-Айрес.